# Geum billieti
Geum billieti är en rosväxtart som beskrevs av François Xavier Gillot. Geum billieti ingår i släktet nejlikrotsläktet, och familjen rosväxter. Inga underarter finns listade i Catalogue of Life.